# Второе сражение за Малогощ
Второе сражение за Малогощ произошло 4 (16) сентября 1863 года между русскими войсками и польскими повстанцами в ходе Январского восстания в Царстве Польском, Российская империя.

## Бой
На рассвете 4 (16) сентября 1863 года в Мологощ вошла повстанческая группа под командованием Владислава Соколовского общим числом в 400 человек в том числе более 50 кавалеристов и 150 стрелков. Соколовский планировал закрепиться на городском кладбище расположенном на окраине местечка, а затем занять городок, с целью создания здесь опорного повстанческого пункта. Такую же попытку ещё в феврале 1863 года безуспешно предпринял Мариан Лангевич.
На этот раз повстанческие силы были лучше вооружены, однако имели намного меньшую численность. Повстанцам удалось закрепиться на кладбище, однако спустя некоторое время на их разгон подошли полки городского гарнизона общим числом до 1000 солдат. В ходе несколько часового боя с применением регулярными войсками артиллерии, повстанцы потеряв убитыми 37 человек, и ещё 175 человек ранеными и пленными были вынуждены отступить. Потери правительственного гарнизона остались неизвестны.

## Память
- Польский фильм 1987 года Верная река, начинается со сцен битвы.
- В 2007 году на месте боя была обнаружена братская могила всех погибших повстанцев, на которой был установлен гранитный крест с надписью «Здесь покоится 37 повстанцев погибших в бою 16 сентября 1863 года, вечная им память»